# Симав

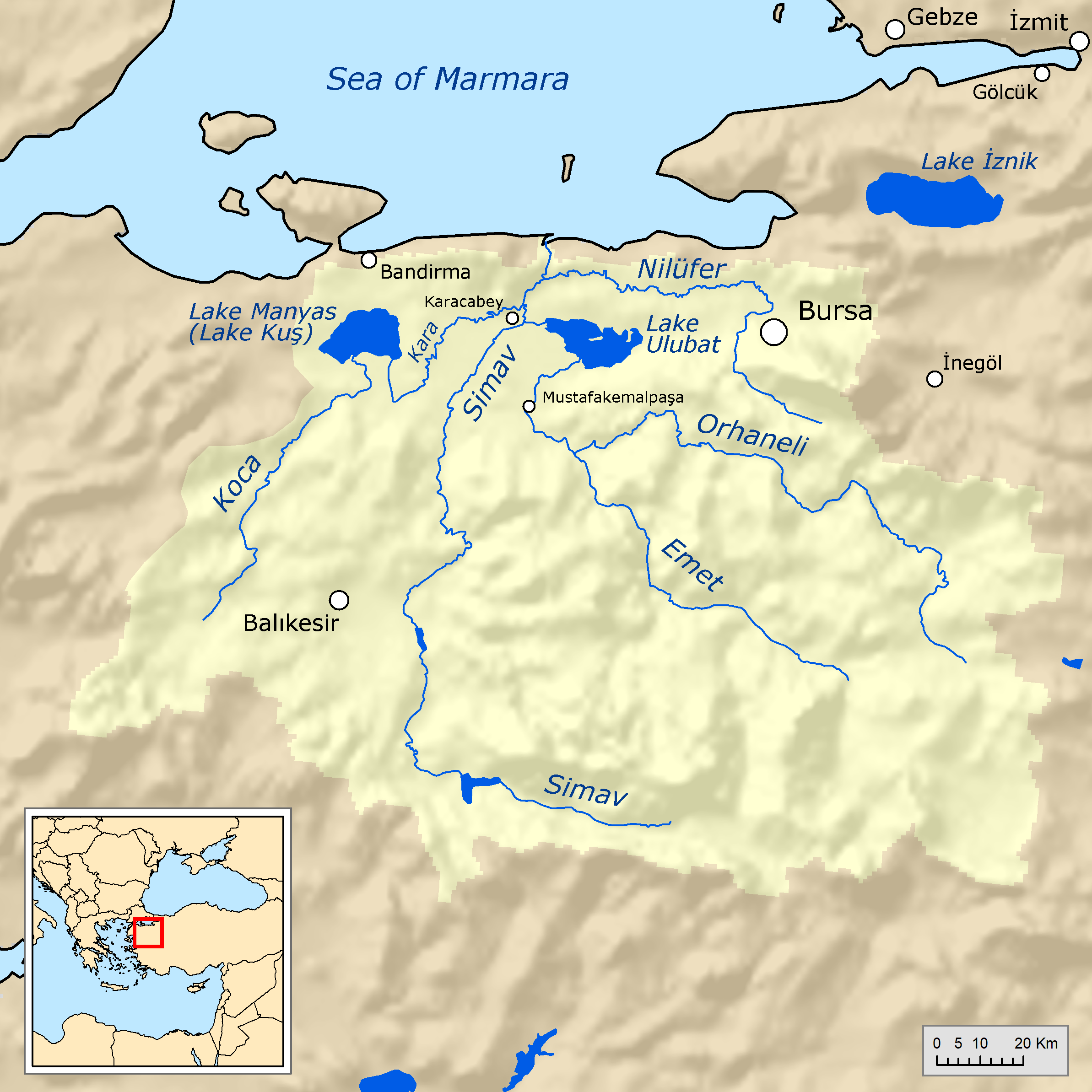

Сима́в (тур. Simav Çayı, Сусурлук, Susurluk Çayı, Çapraz Çayı, Коджасу, Коджадере, Kocadere) — река на северо-западе Малой Азии, в Турции. Длина составляет 321 км, площадь бассейна составляет 22 400 км². Река вытекает из пересыхающего озера Симав, выше которого носит название Чаталджа. Впадает в Мраморное море напротив острова Имрали.
Крупнейшие притоки — Риндак и Нилюфер.
В римские времена известна как Макест (лат. Macestus, Mecestus, греч. Μάκεστος, Μέκεστος). Над рекой в римскую эпоху был возведен мощный Макестский мост, ныне пребывающий в разрушенном состоянии. В XIX веке местные анатолийские болгары дали реке название Михалич/Микалик. В средние века Симав был притоком Риндака, но после ряда сильных землетрясений именно Симав стал считаться главным руслом.
На реке возведена плотина Чайгёрен в 1970-х годах для защиты от наводнений и в целях ирригации. Высота плотины 62 м. Глубина водохранилища 45 м. Объём водохранилища 159 млн м³. Водохранилище используется для орошения 20 026 га сельскохозяйственных угодий. Установленная мощность гидроэлектростанции — 4,5 МВт. Владелец — Управление государственных гидротехнических сооружений («Девлет су ишлери»).